# Ezerfürtű
Az Ezerfürtű egy hazai nemesítésű fehérborszőlő-fajta. Kurucz András és Kwaysser István állította elő, a Hárslevelű és a Piros tramini keresztezésével Kecskeméten. Szinonim nevei: Kecskemét 5, Miklóstelepi 5.

## Leírása
1970-es, 1980-as évek elején jó fagytűrőképességet, bőséges és jó minőségű egészséges termést reméltek fajtától, a nagyüzemek és a frissen alakuló szakcsoportok jelentős területet telepítettek belőle. A reményeket a fagytűrés és rothadás ellenállóság tekintetében nem váltotta be.
A Hajós–Bajai borvidéken, a Kunsági borvidéken, Balaton melléke borvidéken fordul elő.
Erős növekedésű fajta. Fűzöld, fényes levele kerek, közepén, nagy, széles, kiterített, nem zsíros, tagolatlan-karéjozott.
Bőtermő, termésátlaga 9-14 t/ha, de rothadásra, túlterhelésre és szárazságra érzékeny. Korai érésű fajta. Szeptember végén szüretelhető, 16 mustfok körüli cukortartalommal.Talajra kevésbé, de fekvésre érzékeny, tőkepusztulásra hajlamos, fagytűrése közepes, zöldmunka-igénye fokozott.
Vállas, középnagy fürtje tömött,  bogyói gömbölyűek, kicsik, sárgák, pontozottak, hamvasak.
Bora semleges ízű, alkoholban gazdag, harmonikus, savai finomak, de lágyulásra hajlamosak, fekvéstől és terheléstől függően bora asztali vagy minőségi bor.